# Відродження (партія, Франція)
Відродження (фр. Renaissance), до 5 травня 2022 року — «Впере́д, республіко!» (фр. La République en marche !), повна офіційна назва — Асоціація за оновлення політичного життя (фр. Association pour le renouvellement de la vie politique) — соціал-ліберальна політична партія Франції.

## Історія
Кандидат у президенти Франції, колишній міністр економіки, фінансів і цифрових справ Емманюель Макрон оголосив про створення партії 6 квітня 2016 року в Ам'єні; тоді ж він оголосив про участь свого руху в парламентських виборах 2017 року.

## Ідеологія
Макрон був членом Соціалістичної партії з 2006 до 2009 року, але «Вперед!» позиціонувалась Макроном як прогресивістська, не є ані лівою, ані правою.
Партію часто порівнюють з іспанською центристською політичною партією «Громадяни», а Макрона — з її лідером Альбертом Ріберою.
5 травня 2022 року, напередодні парламентських виборів, партію перейменували на «Відродження». 17 вересня 2022 року на партійному з'їзді проголосували за новий статут; партія офіційно змінила назву на «Відродження» та поглинула дві менші партії — «Діяти — конструктивні праві» та «Територія прогресу».

## Злам серверів
Партія кандидата в президенти Франції Емманюеля Макрона «Вперед, республіко!» повідомила, що стала жертвою «масованого та скоординованого» зламу її серверів. Штаб заявив, що гакери могли отримати доступ до 9 гігабайт листування членів партії та учасників передвиборчої кампанії Макрона. Цю інформацію зловмисники опублікували на сайті pastebin.com у п'ятницю ввечері, напередодні виборів.

## Результати виборів

##### Президентські вибори
| Рік виборів | Кандидат         | 1 тур     | 1 тур | 1 тур | 2 тур      | 2 тур | 2 тур |
| Рік виборів | Кандидат         | Голосів   | %     | Місце | Голосів    | %     | Місце |
| ----------- | ---------------- | --------- | ----- | ----- | ---------- | ----- | ----- |
| 2017        | Емманюель Макрон | 8 656 346 | 24,01 | 1     | 20 743 128 | 66.10 | 1     |
| 2022        | Емманюель Макрон | 9 783 058 | 27.85 | 1     | 18 768 639 | 58,55 | 1     |

##### Вибори доНаціональної асамблеї
| Рік виборів | 1 тур (голосів) | 1 тур (%) | 2 тур (голосів) | 2 тур (%) | Місць     | ±     | Уряд |
| ----------- | --------------- | --------- | --------------- | --------- | --------- | ----- | ---- |
| 2017        | 6 391 269       | 28,21 %   | 7 826 245       | 43,06 %   | 308 / 577 | ▲ 308 | Уряд |
| 2022        | 5 857 364       | 25,71 %   | 8 003 240       | 38,57 %   | 170 / 577 | ▼ 138 | Уряд |